# 色当会战
色当会战（德語：Schlacht von Sedan）為普法战争之中最具決定性的一場戰役，发生于1870年9月1日，结果為法軍慘敗、德军大獲全勝，大量法軍被俘，連法皇拿破仑三世本人亦淪為階下囚。虽然德军仍需要与即時重組的法国政府作战，但此战实际上已经决定了在普法战争中普鲁士及其盟军的胜利。
当时120,000名强大的夏隆法军，由帕特里斯·麦克马洪元帅指挥，并与法皇拿破仑三世会合，欲解救梅斯之围，但被默兹省的普鲁士军队于比尔望特战役击败。默兹省的普军与普鲁士第三军团由陆军元帅赫尔穆特·冯·毛奇指挥，并联合普王威廉一世及普鲁士首相奥托·冯·俾斯麦围困麦克马洪的军队在色当，成为一个巨大的包围战。麦克马洪元帅在战斗中受伤，需将指挥权交给奥古斯特·亚历山大·杜确特将军。

## 背景
巴赞元帅麾下的莱茵军团于格拉沃洛特战役战败之后被迫撤退到梅斯，被普军第一及第二军团的超过150,000名普军围困（梅斯之围）。法皇拿破仑三世与帕特里斯·麦克马洪元帅组成了一支新的夏隆法军，并赶到梅斯解围，拯救巴赞元帅。拿破仑三世亲自领军，由麦克马洪元帅辅助，将军队以左翼为先，向东北行进到比利时边境，避免在向南攻击与巴赞元帅会合前遇到普军。
赫尔穆特·冯·毛奇指挥的普军，计划在这次法军的行动中把握机会，以钳型攻势捉住对手。这计划当时看来並不是明智的決定，因为普军在1870年8月已经多次重复運用策略造成了一连串胜利，這次普军的進军令法军耗尽体力，此外，雖然這令法军暴露了其左翼，但是普军亦是同樣的狀況。根据计划，毛奇留下普军第一及第二军包围梅斯，他本人率领普军第三军和其它在梅斯的普军往北行军，8月30日终于在比尔蒙特抓住了法军。法军遭遇一场闪电战，激战中损失了5,000人和40门火炮后往色当撤退。法军的目的是想让已经长时间行军的士兵休息，他们认为补充弹药后撤退，比立即在城镇作战更好。
夏隆法军休整后，他们指派了第一军团监视普军行动，但第一军团却马上被匯集的普军隔离。由于他们仍然非常疲乏和缺乏弹药，所以未能突围。法军的后方由色当的要塞保护，并有山丘和树林，为防守的军队提供掩护。
毛奇对法军状况的判断比现实情况更乐观。他相信法军认为如果想保留实力，不作损失，就只有选择后退。因此，他将随行的普军分成三个纵队：第一纵队拖延法军，第二纵队急速前进将撤退中的法军抓住，规模最小的第三纵队则守着河岸。法军不能动弹，必须就地作战。结果是普军包围了法军。

## 战斗
战斗由夏隆法军开始，法军拥有202个步兵营、80个骑兵营和564门火炮，攻击拥有222个步兵营、186个骑兵营和774门火炮的普军。
拿破仑三世下令麦克马洪元帅打破普军包围，但看起来唯一可能的突破点就只有控制拿·蒙萨勒镇，而该镇侧面由防御工事保护。但普军亦挑选了拿·蒙萨勒镇作为突破法军防守的一点，萨克森的佐治亲王和普军第六军团被指派执行此行动，而冯·达·邓恩将军被下令进攻位于右翼的巴泽耶镇。
邓恩将军的进攻是这场会战中双方第一次交战，法军第一军团已在巴泽耶镇的街道建筑了防卫工事，并得到镇民的支持。在早上4时，邓恩将军派了一旅士兵横过浮桥，并遭遇猛烈抵抗，该旅只能占领巴泽耶镇的南面一端。战斗吸引了更多士兵加入战斗，法军第一、五及第十二军团的数旅士兵亦到达作战。8时，普军第八師到达，邓恩将军决定是时候发动决定性的攻势。当时，因火炮长途运送需时，他让他的最后一旅士兵发动猛攻，接着让梅斯另一方面的炮兵进攻。9时，炮兵终抵达了巴泽耶镇。
战斗持续扩展到该镇的南面，普军第八师被指派支持在拿·蒙萨勒镇的巴伐利亚军，以尝试突破法军的防守。6时后，战况白热化，之前受伤的麦克马洪元帅，在7时后收到战报，决定取代杜确特将军亲自指挥。杜确特将军原本正如毛奇所料指令撤退，但却被德·威佩芬将军立即驳回，他将他的部队投入到拿·蒙萨勒镇与萨克森军队战斗。这令到法军能够暂时重整旗鼓，在拿·蒙萨勒村附近重新聚集火炮，进逼萨克森与巴伐利亚军队。可惜的是，由于普军占领了巴泽耶，更多普军如潮水般加入战斗，这次反击开始瓦解。
但战斗至11时后，当有更多普军到达战场的同时，普军的炮兵令法军造成了伤亡。在普军强烈的炮火轰击、西北和东面普军进攻、和西南面巴伐利亚军进攻之下，夏隆法军退至波尔斯·德·勒·加里宁，并被包围。法军骑兵由马格列堤将军率领，向邻近普军第六军团所在地科林村拚死地发动了三次进攻。马格列堤将军在第一波进攻被杀，其余两次骑兵遭受重大损失，但仍没有改变战局。

## 结论与影响

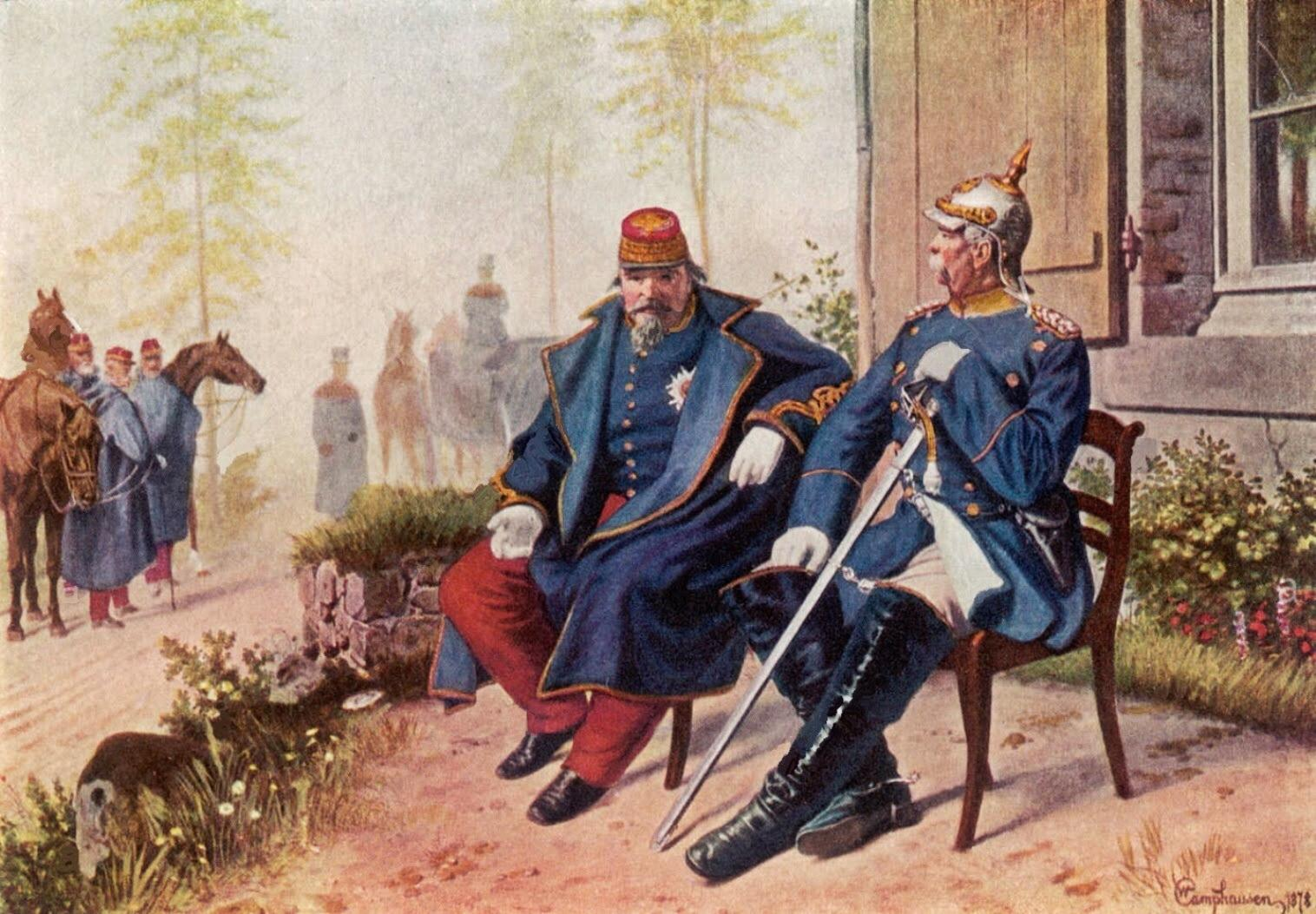
拿破仑三世在色当会战被俘後与普鲁士首相奥托·冯·俾斯麦对话

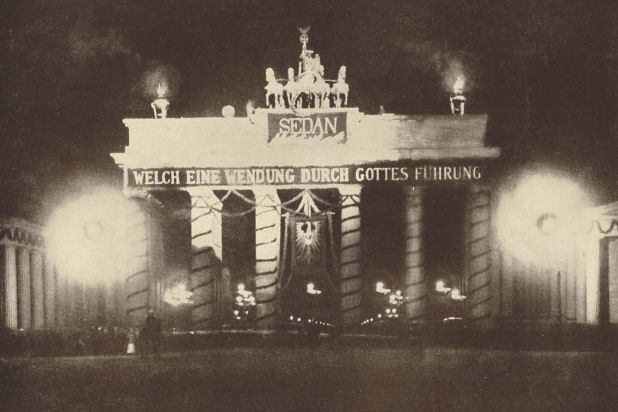
為慶祝色當戰役舉行的色當之日活動，勃兰登堡门掛滿燈飾。横额上写着「在神的带领下的一个新转变」

该日完结的时候，知道已经没有机会突围，拿破仑三世下令停止战斗。法军17,000人伤亡、21,000人被俘。普军报称阵亡2,320人，5,980人受伤、700人被俘或失踪。
之后一日的9月2日，拿破仑三世下令悬起白旗，将自己和全体法军向毛奇和普鲁士国王投降。皇帝被俘令普军没有了一个敌对的政府去维持法国的和平。果然，当两日后皇帝被俘的消息传到巴黎之后，一场非流血的革命爆发，在巴黎杜樂麗宮攝政中的歐珍妮皇后出逃多維爾再流亡到英國，革命推翻了法兰西第二帝国，建立一个新临时政府，他们希望多抵抗五个月，改变法国的命运。
但是法军在色当的大败和皇帝被俘，已经象征著法国不能改变命运。由于法兰西第二帝国被推翻，拿破仑三世被准脱离普军的拘留，流亡到英國。同时，在两星期之内，普军第三军和梅斯的普军进行了巴黎之围。

## 其它连结
1. ↑  Clodfelter 2017，第185頁.